# Leninogorsk
Leninogorsk (ru. Лениногорск) este un oraș din Republica Tatarstan, Federația Rusă, cu o populație de 65.592 locuitori.